# شيري توركلي
شيري توركل (بالإنجليزية: Sherry Turkle) (ولدت في 18يونيو 1948) روكفلر ماوزي أستاذ في الدراسات الاجتماعية للعلوم والتكنولوجيا في معهد ماساتشوستس للتكنولوجيا. حصلت على درجة البكالوريوس في الدراسات الاجتماعية ولاحقا على درجة الدكتوراه. في علم الاجتماع وعلم النفس الشخصي من جامعة هارفارد. وتتركز ابحاثها على التحليل النفسي والتفاعل بين الإنسان والتكنولوجيا. وقد كتبت العديد من الكتب التي تركز على نفسية العلاقات الإنسانية مع التكنولوجيا ، وخاصة في مجال كيف يرتبط الناس بالموضوعات الحسابية.
في كتاب الشخصية الثانية ، الذي تم نشره في عام 1984، كتبت توركل عن كيفية عدم جعل اجهزة الكومبيوتر أدوات بقدر ما هي جزء من حياتنا الاجتماعية والنفسية . (التكنولوجيا) تحفز التغييرات ليس فقط في ما نفعله ولكن في طريقة تفكيرنا . وتستمر في استخدام خطاب ( جان بياجيه ) في علم النفس لمناقشة كيفية تعلم الأطفال لاجهزة الحاسب الالي وكيف يؤثر ذلك على عقولهم. الشخصية الثانية (كتاب) استلمه النقاد بشكل جيد د وتمت الإشادة بأنها (دراسة شاملة وطموحة للغاية)
في كتاب «الحياة على الشاشة»، تناقش توركل كيف تؤثر التكنولوجيا الناشئة، وخاصة أجهزة الحواسيب في طريقة تفكيرنا ورؤيتنا لأنفسنا كبشر. وتعرض لنا الطرق المختلفة التي تؤثر بها أجهزة الحواسيب علينا، وكيف قادتنا إلى الاستخدام السائد الآن لـ «الفضاء الإلكتروني». تقترح توركل أن افتراض هويات شخصية مختلفة في لعبة الـ إم يو دي (لعبة حاسوب خيالية) قد يكون علاجيًا. وتأخذ بعين الاعتبار أيضًا المشكلات التي تنجم عن استخدام الـ إم يو دي. تناقش توركل ما تطلق عليه إقبال المرأة «غير الخطي» على التكنولوجيا، واصفة إياه بالـ «الإتقان الناعم» و«المشاريع الصغيرة» (كمعاكس لوصف «الإتقان الصعب» من التفكير الخطي التجريدي وبرمجة الحاسوب). وتناقش المشكلات التي تنجم عن ادعاء الأطفال كونهم بالغين عبر الإنترنت.
تستكشف توركل أيضًا التأثير النفسي والاجتماعي لمشابهات «الأدوات العلائقية» مثل الروبوتات الاجتماعية، وكيف تغير هذه وغيرها من التقنيات المواقفَ تجاه حياة الإنسان والكائنات الحية بشكل عام. قد تكون إحدى النتائج هي تخفيض قيمة التجربة الواقعية في العلاقة. إذ كتبت بالاشتراك مع سيمور بابيرت الورقة المؤثرة «التعددية المعرفية وإعادة تقييم الواقع». كتبت توركل العديد من المقالات في التحليل النفسي والثقافة وفي «الجانب الموضوعي» لعلاقات الناس مع التكنولوجيا، وخاصة أجهزة الحواسيب. وهي منهمكة في دراسة نشطة للروبوتات والحيوانات الأليفة الرقمية والمخلوقات المصطنعة، خاصة تلك المصممة للأطفال وكبار السن وكذلك في دراسة التقنيات الخلوية المحمولة. ظهرت ملفات توركل في منشورات مثل جريدة النيويورك تايمز وصحيفة الأمريكي العالم ومجلة وايرد. وهي معلّقة إعلامية مميزة حول تأثيرات التكنولوجيا لصالح شبكات الـ سي إن إن والـ إن بي سي والـ إيه بي سي والـ إن پ آر بما في ذلك الظهور في برامج مشابهة مثل «نايتلاين» و«20/20».
بدأت توركل في تقييم الآثار الضارة للتطور السريع للتكنولوجيا على السلوك الاجتماعي للبشر. نُشر كتاب «لوحدنا معًا: لماذا نتوقع المزيد من التكنولوجيا وأقل من بعضنا البعض؟» في عام 2011، وحين مناقشة الموضوع تحدثت عن الحاجة إلى الحد من استخدام الأجهزة التكنولوجية الشهيرة بسبب هذه الآثار الضارة.

## النشأة والتعليم
وُلدت شيري توركل في بروكلين في 18 يونيو 1948. بعد أن تخرجت كطالبة متفوقة من مدرسة أبراهام لنكولن الثانوية في عام 1965، بدأت دراستها في كلية رادكليف. بعد بضع سنوات في رادكليف، أوقفت توركل دراستها في الجامعة للعيش والعمل في فرنسا. خلال هذا الوقت كانت لديها لمحة عن عهد فرنسا من الاضطرابات الاجتماعية والفكرية. في بداية سبعينيات القرن العشرين، عادت إلى الولايات المتحدة وتخرجت بدرجة البكالوريوس في الدراسات الاجتماعية من كلية رادكليف. نالت بعد ذلك درجة الماجستير في علم الاجتماع من جامعة هارفارد في عام 1973. وذهبت للحصول على الدكتوراه في علم الاجتماع وعلم نفس الشخصية من جامعة هارفارد في عام 1976. مستلهمة من الفترة التي قضتها في فرنسا خلال سنوات الدراسة الجامعية، أجرت أبحاث أطروحتها في فرنسا بعنوان «الكتابة عن العلاقة بين الفكر الفرويدي والحركات الثورية الفرنسية الحديثة.» وكانت هذه العلاقة أيضًا موضوع كتابها الأول بعنوان «السياسات التحليلية النفسية: ثورة جاك لاكان وفرويد الفرنسية». تزوجت توركل مرتين، أولًا من الباحث في معهد ماساتشوستس للتكنولوجيا سيمور بابيرت، ولاحقًا المستشار رالف ويلارد. انتهى كل من الزواجين بالطلاق.

## الشخصية الثانية
في كتاب الشخصية الثانية، تعرّف توركل الحاسوب أنه أكثر من مجرد أداة، بل جزء من حياتنا الشخصية والنفسية اليومية. وتنظر في كيفية تأثير الحاسوب على الطريقة التي ننظر بها إلى أنفسنا وعلاقاتنا مع الآخرين، مدعية أن التكنولوجيا تحدد الطريقة التي نفكر ونتصرف بها. يسمح لنا كتاب توركل برؤية وإعادة تقييم علاقاتنا الخاصة بالتكنولوجيا.
في عمليتها بشأن تقييم علاقاتنا مع أجهزة الحواسيب، تقابل توركل الأطفال وطلاب الجامعات والمهندسين وعلماء الذكاء الاصطناعي والمخترقين ومالكي الحواسيب الشخصية من أجل فهم أكثر لعلاقاتنا مع الحواسيب وكيفية تفاعلنا معها على مستوى شخصي. بينت المقابلات أن أجهزة الحاسوب جزء من أنفسنا وأيضًا جزء من العالم الخارجي. تحاول توركل في هذا الكتاب استنتاج سبب تفكيرنا في أجهزة الحواسيب من هذه النواحي النفسية، وكيف يحدث هذا وماذا يعني هذا بالنسبة لنا جميعًا.

## الحياة على الشاشة
في كتاب «الحياة على الشاشة»، تعرض توركل دراسة حول تطور استخدام الناس للحاسوب عبر الزمن، والتأثير العميق الذي يملكه هذا الجهاز على مستخدميه. يغير الحاسوب، الذي يصل ملايين الأشخاص حول العالم ببعضهم، الطريقة التي نفكر بها ونرى أنفسنا. على الرغم من أن الغرض الأساسي منه كان جعله أداة لمساعدتنا في الكتابة والتواصل مع الآخرين، إلا أنه تحول مؤخرًا إلى وسيلة لتوفير عوالم افتراضية يمكننا أن ندخل إليها ونتفاعل مع الآخرين. يناقش هذا الكتاب كيف تؤثر تفاعلاتنا اليومية مع أجهزة الكمبيوتر على عقولنا وطريقة تفكيرنا في أنفسنا.
تناقش توركل أيضًا الطريقة التي تتغير بها هويتنا البشرية بسبب تلاشي الحدود بين البشر والحواسيب، وكيف يعاني الناس الآن في التمييز بين البشر والآلات. كان يُعتقد أن البشر ليسوا شبيهين بالآلات، لأن البشر لديهم مشاعر أما الآلات فلا. ولكن مع تطور التكنولوجيا، أصبحت أجهزة الكمبيوتر أكثر شبهًا بالبشر، وكان لا بد من إعادة رسم هذه الحدود. يقارن الناس الآن عقولهم الخاصة بالآلات، ويتحدثون معها بحرية دون أي خجل أو إحراج. تشكك توركل في أخلاقياتنا في تعريف وتفريق الحياة الحقيقية عن الحياة الافتراضية.

## لوحدنا معًا

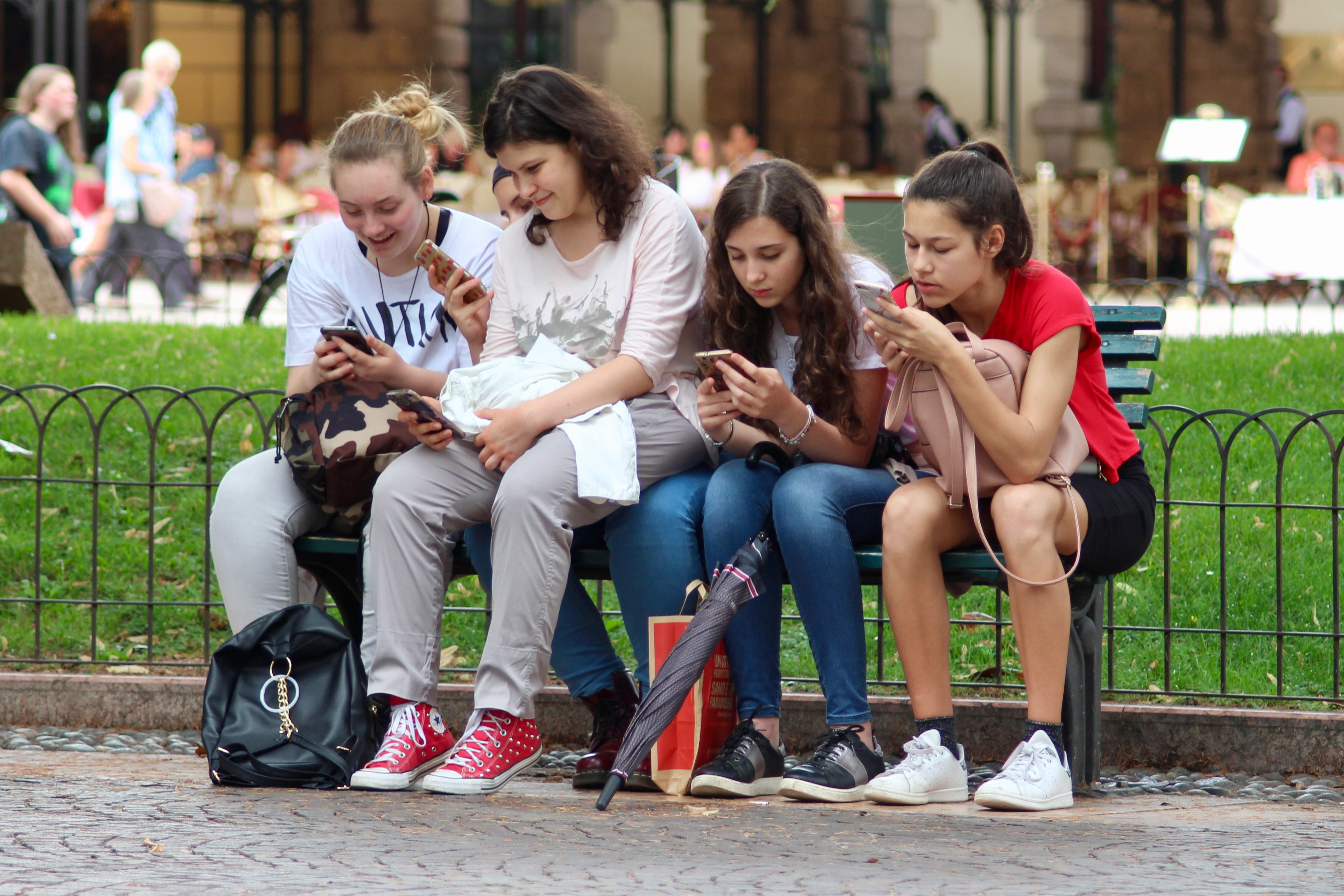
الفتيات منشغلات بهواتفهن

في كتاب لوحدنا معًا، تستكشف توركل كيف تغير التكنولوجيا الطريقة التي نتواصل بها. وتبدي توركل مخاوف بشكل خاص حيال الطريقة التي تتدهور بها التفاعلات الاجتماعية العضوية الحقيقية من خلال التعرض المستمر للمبادلات الوهمية ذات المعنى مع الذكاء الاصطناعي. تستبطن حجة توركل الرئيسية حقيقة أن التطورات التكنولوجية التي ساهمت بشكل كبير في ازدياد التواصل عززت في ذات الوقت الشعور بالاغتراب بين الناس. يشمل الاغتراب الروابط بين الشبكات الاجتماعية لصالح المحادثات المناسبة.
الحجة الرئيسية لتوركل في القسم الأول من الكتاب هي أن تفاعلاتنا مع الروبوتات والتي تحاكي المشاعر تضعنا تحت تهديدات خطيرة لقدرتنا على الاتصال ببعضنا البعض بشكل صحيح. تناقش توركل في موضوع الروبوتات التي صُممت للتفاعل مع البشر على مستوى عاطفي. إذ تخاف أن تحل محل البشر والحيوانات الأخرى في هذه الأدوار العاطفية. تخشى توركل أننا غالبًا ما ننسب صفات معينة إلى الروبوتات لكنها لا تمتلكها في الواقع، وأن تفاعلاتنا العاطفية مع البشر الآخرين تتآكل كنتيجة مباشرة. وبالتالي تخشى توركل أن يفنى تقديرنا للتفاعل الإنساني.
يدرس الجزء الثاني من الكتاب طبيعة التفاعلات الاجتماعية عبر الإنترنت، والطريقة التي غيرت بها وسائل التواصل الاجتماعي اتصال الناس مع بعضهم، وبالأخص فئة الشباب. تجادل توركل أنه بسبب التهاء الأشخاص والشباب على وجه الخصوص بهواتفهم في المواقف الاجتماعية الشخصية فإنهم يولون بعضهم انتباهًا غير كافٍ، ما يخلق علاقات ضحلة بشكل متزايد. وتجادل أيضًا بفكرة أن اعتماد المراهقين على نصائح أصدقائهم يمنع التأمل الذاتي، ويقود إلى استقلال شخصي أقل.
تتحدث توركل عن طبيعة الخصوصية في عالم ما بعد 11\9، وتناقش بأنه ضُحّي بالخصوصية في مقابل الأمان. كما تجادل توركل أنه بسبب نمو الأطفال كجزء من عالم تعتبر فيه الخصوصية ضعيفة بشكل متزايد، فإنهم لا يدركون دائمًا القيمة الكاملة للخصوصية، ما يتسبب بدوره بمشاركتهم للمزيد من التفاصيل الشخصية على الويب. وهذا يقلل من قيمة الخصوصية في دورة الإدامة الذاتية.
باستغلال خبرتها البالغة خمسة عشر عامًا، تستخدم توركل كتابها «لوحدنا معًا» للبحث في مسألة ما إذا كانت التكنولوجيا تجلب الجودة لحياتنا أم لا. إذ تقول توركل إن الناس يستخدمون التكنولوجيا للهروب من الواقع والعواطف، ما يضعف العلاقات الحقيقية.
في عام 2011، أجرى ستيفن كولبير مقابلة مع توركل حول تقرير كولبير، إذ تحدثت باختصار عن كتاب لوحدنا معًا، وأثر التكنولوجيا على مهارات التواصل.
ألقت توركل محادثة في مؤتمرات تيد حول موضوع كتاب لوحدنا معًا في فبراير 2012، تحت عنوان «متصل، ولكن وحيد؟».